# Cheryl Kerfeld

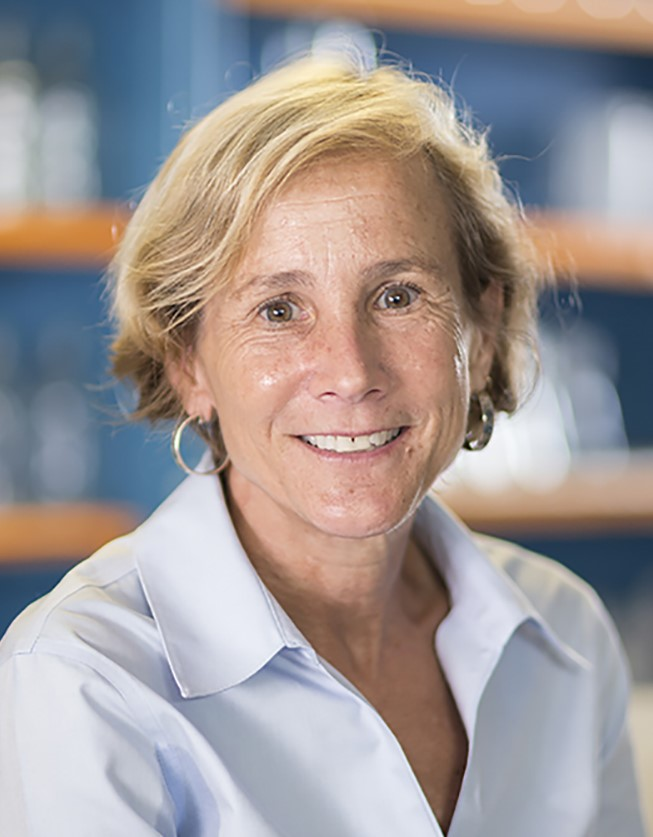
Cheryl Kerfeld (2019)

Cheryl Ann Kerfeld ist eine US-amerikanische Bioingenieurin, sie ist Distinguished Professor an der Michigan State University und arbeitet in leitender Position am Lawrence Berkeley National Laboratory. Ihre Forschung beschäftigt sich mit Bioinformatik und den Strukturen auf Zellebene.

## Ausbildung
Kerfeld studierte Biologie und Englische Literatur an der University of Minnesota. 1983 schloss sie ihr Biologiestudium als Master magna cum laude ab, für hervorragende Leistung bei ihren Literaturstudien erhielt sie den Captain Jennings DeWitt Payne award. Während der sich anschließenden Tätigkeit an der mikrobiologischen Abteilung an der University of Minnesota erwarb sie parallel auch den Masterabschluss in Anglistik. Kerfeld promovierte zur PhD in Biologie an der University of California (UCLA) in Los Angeles mit einer Arbeit über den Lichtsammelkomplex von Purpurschnecken (Originaltitel: Biochemical and structural characterization of proteins involved in photosynthesis: the pigment proteins of Chromatium purpuratum and cytochrome c6 of Chlamydomonas reinhardtii). Für ihre Arbeit wurde sie mit einem Postdoc-Stipendium der National Science Foundation (NSF) ausgezeichnet, mit dem sie ihre Forschung in der Abteilung für Biochemie an der UCLA fortsetzen konnte.

## Karriere und Forschungsschwerpunkte
Nach Ende ihres Postdoc-Stipendiums arbeitete Kerfeld am Joint Genome Institute des US Department of Energy und entwickelte u. a. ein Curriculum für das Grundstudium, welches auch Forschungserfahrungen an der Undergraduate Genomics Research Initiative ermöglichte. Über 350 Lehrkräfte wurden im Rahmen dieses Programms ausgebildet. Für dieses Programm wurde sie 2011 mit dem Award for Exemplary Contributions to Education der American Society of Biochemistry and Molecular Biology ausgezeichnet.
Neben ihrer Dozententätigkeit arbeitete sie zunächst als Adjunct Professor am Department of Plant and Microbial Biology der University of California in Berkeley, wo sie ihre Forschung auf bakterielle Mikrokompartements (organellartige Strukturen der Bakterienzelle) und Karotinoidproteine ausweitete. Sie leitete auch das erste großangelegte Genomsequenzierungsprojekt an Cyanobakterien durch, welches in Zusammenarbeit zwischen dem US Department of Energy Joint Genome Institute und the Pasteur Culture Collection of Paris durchgeführt wurde. Ab 2013 richtete Kerfeld ihren Fokus ganz auf ihre Forschungstätigkeit, sie wurde Hannah  Distinguished Professor of Structural Bioengineering an der Michigan State University, wobei sie ihr Labor in Berkeley weiter fortführte.
An der Michigan State University leitet Cheryl Kerfeld eines von drei Schwerpunktbereichen des MSU-DOE Plant Research Laboratory. 2019 übernahm sie die Leitung eines Forschungsprogramms der National Science Foundation, welches zum Ziel hat, eine synthetische Zelle ohne Lipide zu entwickeln.

## Auszeichnungen
- 2011 ASBMB Award for Exemplary Contributions to Education der American Society for Biochemistry and Molecular Biology[8][9][10]
- 2019 Wahl zur Fellow der American Association for the Advancement of Science[11][12]